# 大宰相府襲撃事件

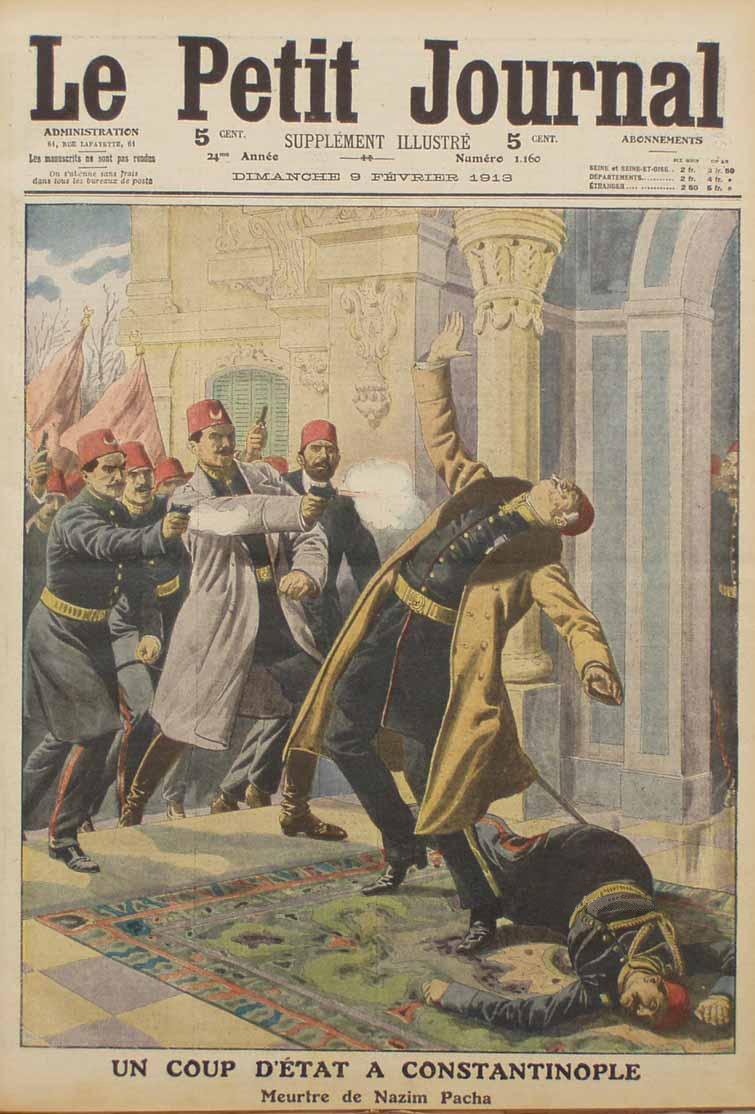
事件を報じる Le Petit Journal紙(仏)

大宰相府襲撃事件 (だいさいしょうふしゅうげきじけん トルコ語： Bâb-ı Âli Baskını) は第一次バルカン戦争停戦中の1913年1月23日にオスマン帝国の首都イスタンブルで発生したクーデター。バルカン戦争の講和と領土の割譲を決定した政府に反対する統一と進歩委員会(以下「統一派」)の幹部イスマイル・エンヴェルが主導し、当時のオスマン帝国の政治の中枢であった大宰相府を襲撃した。この襲撃によって当時の陸軍大臣であったナーズム・パシャが殺害され、大宰相であったキャーミル・パシャが辞任に追い込まれた。この事件の後、オスマン帝国では統一派による主戦派政府が成立し、第一次バルカン戦争が再開した。

## 事件の概要
1912年10月から開戦した第一次バルカン戦争は開戦初頭からバルカン同盟軍の有利に展開し、1912年12月までにはオスマン帝国政府の外交方針は列強諸国の介入を期待した講和による終戦に傾いていた。12月にバルカン同盟軍とオスマン帝国軍の戦線が膠着すると、列強の仲介でロンドン講和会議が開催され、オスマン帝国の領土割譲による終戦がほぼ決定された。
一方でオスマン帝国がどの領土を割譲するかに関しては議論が起こり、特に未だ陥落していないエディルネをブルガリアが要求したことで議論は紛糾した。当初オスマン側はエディルネの割譲が国内の主戦派を刺激するとして反対したものの、汎スラヴ主義に基づいてブルガリアを後援するロシア帝国が圧力をかけたためについに折れ、大宰相のキャーミル・パシャはエディルネの割譲を決定した。

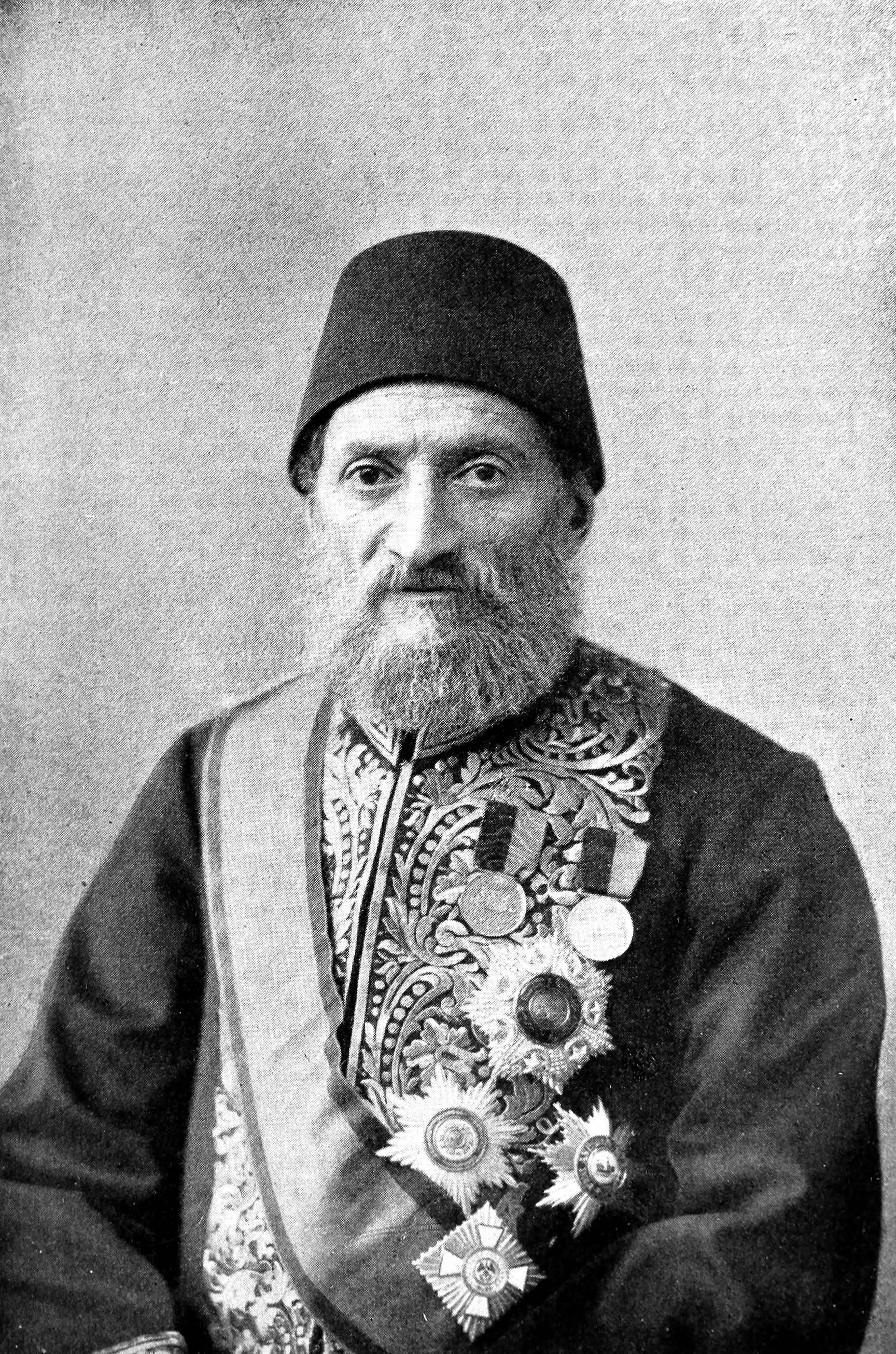
キャーミル・パシャ

このエディルネの割譲がオスマン帝国国内に伝わると、政府の懸念の通り国内の主戦派は政府の決定を非難し、特に青年トルコ人革命の中心勢力であり、愛国者の集団であった統一派の反発は激しいものとなった。年が明けて1913年1月になると伊土戦争から帰国したエンヴェルによって政府への反発はクーデターの決行という輪郭を帯び始め、1913年1月23日には統一派メンバーによる大宰相府の襲撃が行われた。この襲撃の過程で陸軍大臣で、第一次バルカン戦争敗戦の主犯であると一部に考えられていたナーズム・パシャが統一派メンバーの一人であるヤクブ・ジェミルによって射殺され、大宰相キャーミル・パシャはエンヴェルによって拳銃をつきつけられて辞任した。
襲撃の同日中に当時のスルタンであったメフメト5世によってキャーミルの辞任が承認され、後任として陸軍の重鎮であり、統一派に理解を示すマフムト・シェヴケット・パシャが大宰相に就任した。

## 事件に至るまでの背景

### オスマン帝国国内での政治闘争
1908年に青年トルコ人革命が起こってスルタン・アブデュルハミト2世の独裁政治が終わりを告げると、オスマン帝国は第二次立憲政へと突入する。1909年の反革命事件(3月31日事件)が鎮圧されてスルタン派の勢力が一掃されると、オスマン帝国の国内では政治の主導権を握るための政争が幕を開ける。
青年トルコ人革命を主導したのは統一派で、彼らは立憲政治の復活とアブデュルハミト体制の打倒を目指す「青年トルコ人」と呼ばれる知識人階層に属する集団であったが、一方青年トルコ人には統一派とは別の勢力が存在していた。彼らは強力な中央政府によるオスマン帝国の統一を志向する「統一派」に対し、各民族の自治を重視した連邦制を目指したために「分権派」と呼称された。
更に彼ら青年トルコ人勢力とは別に、アブデュルハミト体制以前の政治の主役であった大宰相府に務める政治家たち(青年トルコ人たちよりも上の世代で、かつて憲政成立に貢献した新オスマン人の流れを汲む)や、3月31日事件を鎮圧したことで影響力を持つようになったマフムト・シェヴケット・パシャら陸軍の高官たち、自治や権利向上を求める国内の諸民族などの勢力も存在し、第二次立憲政は混沌を極めていた。
こうした諸集団の中でまず与党の座についたのは統一派で、彼らは1908年の普通選挙以来与党の地位にあった。当初は自由主義的な集団と目された統一派であったが反革命クーデターの発生やオーストリアによるボスニア・ヘルツェゴビナ併合などの事件を経てからは強権的な施策での国家統制へと舵を切り、1909年に集会や出版、ストライキや結社に関する規制法案を制定し、更にはアブデュルハミト時代までは兵役を免除されていた非ムスリムを徴兵の対象に含めるなどの強権政治を行うようになっていった。統一派はさらに「民族」の名を冠した組織の結成を禁止する法案で帝国内の諸民族の民族運動の抑制を図り、こうした強権政治は国内から多くの反発を集めた。
統一派に対する不満は1910年3月から始まったアルバニア人の反乱となって現れ、統一派にも多くのメンバーを輩出していたアルバニア人の反乱は統一派に大きな衝撃を与えた。更にアルバニアでの反乱につけこんでイタリアがオスマン帝国領の北アフリカを目的に1911年9月に伊土戦争を起こすと、統一派はますますの苦境へと追い込まれる。
1911年11月になると統一派の統治能力に疑問を抱いた分権派を中心に、統一派に反対する総ての勢力が集合した野党「自由連合党」が結成され、12月のイスタンブルでの補欠選挙で統一派に勝利した。政権を失うことを恐れた統一派は1912年1月に解散総選挙を決行し、票操作までも行ったという不正選挙「棍棒選挙」で政権維持を企んだが、これは統一派に協力していた高級官僚や軍人たちの信用を失い、更には1912年5月の分権派の青年将校たちによる反統一派武装勢力「救国将校団」の結成を招いた。
国内の反対が激しくなったことを受けて親統一派であった大宰相メフメト・サイ―ト・パシャが辞任するといよいよ統一派は政権を維持することが出来なくなり、1912年7月に統一派は野党へと転落する。この統一派の失権を分権派たちは青年トルコ人革命に続く「第二の革命」として喜んだが、統一派政権の後に結成されたアフメト・ムフタル・パシャ内閣はその閣僚に一切の青年トルコ人を含まない、大宰相府の高級官僚たち主導の内閣で、統一派の追放に尽力した分権派たちは漁夫の利で政権を奪われた形になった。一方統一派は本部があるサロニカでの再起を目論んだが、新政権は統一派の蜂起を防ぐためにサロニカに戒厳令を敷き、統一派の半公式機関紙『タニン』を発禁処分とした。こうして統一派はバルカン戦争が起こる1912年9月までに政府によって完全に追い込まれてしまったのである。

### 第一次バルカン戦争の開戦と劣勢
「第一次バルカン戦争」を参照。
オスマン帝国中央での政治的混乱はまたしてもアルバニアでの反乱を招き、1912年1月からアルバニア反乱が再発する。アフメト・ムフタル・パシャは1910年時のアルバニア反乱への対応とは異なり、アルバニアに融和策で臨んだが、これは国内外で新政権の弱腰として受け取られた。
そしてアルバニア問題へのオスマン政府の弱腰の対応と伊土戦争でのイタリア海軍の優勢を見たモンテネグロが1912年10月8日にオスマン帝国領のバルカン(ルーメリ)のキリスト教徒の保護を名目にオスマン帝国に宣戦布告すると、モンテネグロと同盟関係にあったセルビア、ギリシャ、ブルガリアがこれに続き、第一次バルカン戦争が開戦した。
開戦前は国力でバルカン諸国に勝ると考えられていたオスマン帝国であったが、度重なる政争による尉官佐官級将校の不足や軍事作戦の引継ぎ不備、命令系統の混乱、徴兵令や動員の遅延、兵士の訓練不足や装備不足で軍は弱体化しており、更に開戦前に首都近辺で起こった大地震はオスマン帝国の国力を大きく損なっていた。その結果、オスマン軍はブルガリアとの東部戦線、セルビア・ギリシャ・モンテネグロとの西部戦線の両戦線で開戦時から敗北を重ね、開戦からわずか一か月の11月8日にはルーメリ最大の都市サロニカが無抵抗で降伏する。その後もオスマン軍は敗退を続け、12月に入るまでにはマケドニア地方の大都市であるマナストゥルが陥落し、抵抗を続ける都市はわずかにエディルネとヤンヤ、イシュコドラを残すのみとなってしまう。事態を重く見たオスマン帝国は軍事的な方法での解決を不可能と判断し、外交での解決を図るためにイギリスと強いコネクションを持ち、過去に大宰相を務めた経験のある老政治家キャーミル・パシャを大宰相に起用し、12月3日の停戦を実現した。

### ロンドン講和会議
12月3日に停戦が成立したのち、12月16日からはロンドンでバルカン戦争の講和条件をまとめるためのロンドン講和会議が開催される。開戦前はオスマン帝国の拡大を恐れて「いかなる領土の変更も認めない」と宣言していた列強諸国であったが、予想外のオスマン軍の敗戦を受けて自身の国益に直結するバルカン諸国の領土拡大に躍起になった。特にアドリア海への進出を果たしたいセルビアを汎スラヴ主義の見地から援護するロシア帝国とセルビアの拡大を恐れるオーストリア＝ハンガリーの争いは激化した。
こうした列強諸国の領土的野心が介在する講和会議の序盤でオスマン帝国のバルカン領の喪失はほぼ決定事項となったが、一方で停戦成立時に未だ陥落していないオスマン側の諸都市の処遇は講和会議の最も重要な焦点となった。特に重要な議題はエディルネの処遇であった。オスマン帝国の旧都であり、首都イスタンブルに接続する要地でもあるエディルネは、第一次バルカン戦争中は名将メフメト・シュクリュ・パシャの指揮下でブルガリアとセルビアの連合軍相手に奮戦しており、1913年に入ってもなお健在であった。エディルネ攻略のために多数の犠牲を払ったブルガリアはなんとしてもエディルネを確保しようとオスマン帝国にエディルネの割譲を要求し続けたが、一方のオスマン帝国も帝国の旧都であるために国家の威信にかかわる同市の割譲を頑なに拒否した。
エディルネを巡る問題が膠着状態に陥ると、セルビア政府は汎スラヴ主義の盟主であるロシア帝国の協力を求め、これによってロシア皇帝ニコライ2世による介入が行われることになる。ロシアはブルガリアへのエディルネ割譲が行われない場合はバルカン戦争への参戦も辞さないという姿勢を見せてオスマン帝国を圧迫したため、これ以上他国と戦争を行う余力のないオスマン帝国はエディルネの割譲を決定せざるを得ない状況に追い込まれる。
オスマン政府はエディルネの割譲が在野で反政府運動を行う統一派ら愛国者たちを刺激し、国内の治安悪化をもたらすと主張して割譲を断り続けたがロシアの圧力は日に日に増し、1913年1月半頃にはエディルネの割譲を決定した。しかしこのエディルネの割譲条件には、在エディルネのムスリムたちの保護権をオスマン帝国が有するなど、キャーミル政府のささやかな抵抗が現れており、決して無抵抗の割譲ではなかった。

## 事件の詳細

### バルカン戦争と統一と進歩委員会
襲撃の実行犯である統一派は当初からクーデターを計画していたわけではなかった。1912年の「第二の革命」での敗北の後、政府によって徹底的に弾圧された統一派は大幅にその勢力を減らしており、また組織の中核メンバーでもあったエンヴェルやケマルらの陸軍の青年将校の多くが伊土戦争参加のために義勇軍としてリビアへと渡っていたことは組織の弱体化に拍車をかけた。苦境に追い込まれた統一派はイスタンブルに残った中心メンバーであるタラートを中心にバルカン戦争に向けての挙国一致を実現するため、わだかまりを捨てて政府への協力を表明する。バルカン戦争開戦以後、統一派メンバーたちは首都イスタンブルなどで積極的に集会などを開催し、国内での戦争協力の意識を高めるための積極的な活動を行った。

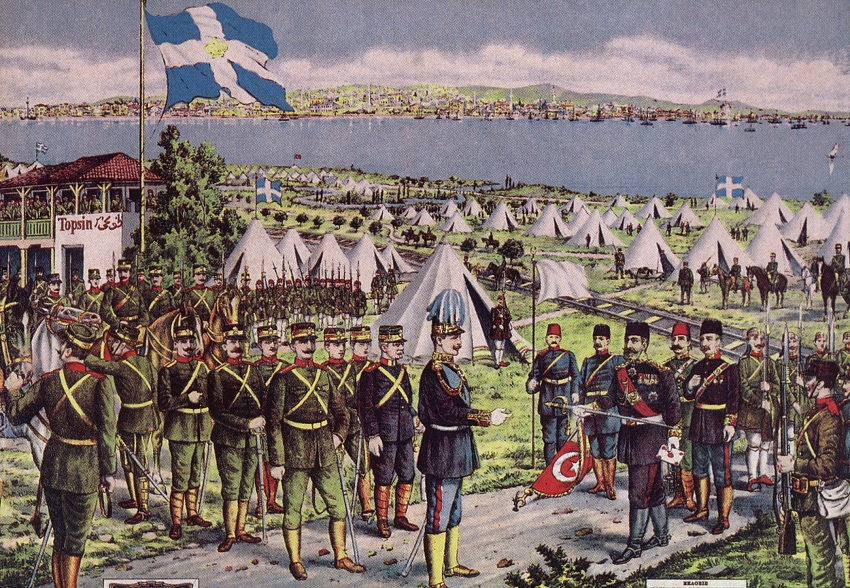
ギリシャ軍に降伏するサロニカのオスマン軍

こうした状況が一転したのは1912年の11月であった。ギリシャ軍の進撃によってルーメリ最大の都市であり、統一派の本部が設置されていたサロニカが陥落すると、統一派は組織として壊滅的な被害を被る。
同時期に、オスマン政府の方針がルーメリの割譲へと傾き始めると、ルーメリ出身者を多く抱える統一派は政府への批判を公然と口に出し、徹底抗戦を訴えるようになっていく。更に12月末頃にエンヴェルがリビアから帰国すると、エンヴェルのリーダーシップのもとで統一派は息を吹き返す。伊土戦争での経験から、列強主導の協調外交に不信感を強めていたエンヴェルは協調外交を頼みとした外交を展開する政府に強く反発し、政府を打倒することで祖国を救うという思想を強め、彼の思想は周囲に伝播していくことになる。

### エンヴェルの帰国と襲撃に至るまでの経緯

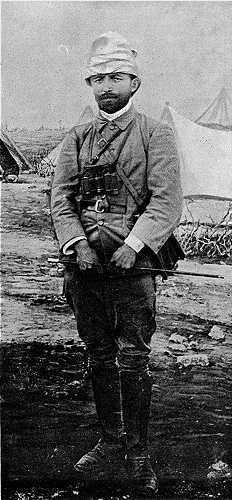
リビアでのエンヴェル

伊土戦争の義勇軍としてリビアに渡っていたエンヴェルがいつイスタンブルに戻っていたかについては正確にはわかっていないが、エンヴェルは1913年1月1日には首都防衛線のチャタルジャ線でフルシット・パシャ指揮下の第10軍団参謀として軍務に復帰しており、このことから少なくとも1912年12月までにはイスタンブルへと戻っていたと推測される。その後エンヴェルは首都近くにまで迫ったブルガリア軍の撃退のために精力的に軍務に励み、実際エンヴェル自身の手紙では1912年12月26日にはイスタンブルで陸軍大臣ナーズムへ反攻作戦の具申を行ったことが記されている。
しかし1912年12月にはオスマン政府の方針は講和で決定しており、エンヴェルの考えが上層部に受け入れられることはなかった。自身の考えが受け入れられないことが分かったエンヴェルは1913年1月10日の手紙で「陸軍大臣のナーズムを大宰相に据え、徹底抗戦する」という計画を述べており、1913年1月の時点でエンヴェルがクーデターを計画するようになっていたことは確実である。その後、エンヴェルの考えは周囲の人間に伝播していったと推測され、1月23日の大宰相府襲撃の前に二度にわたって襲撃を行うべきか否かを巡る統一派の秘密会合が開催された。エンヴェルを研究するトルコの歴史家アイデミルによれば、結論が出なかった一回目の会合の際、エンヴェルは前線の視察に出ていたために会合には不参加で、二度目には参加していたために、襲撃が決定されたという。

### 決行
1913年1月23日の14時30分、エンヴェルは統一派のメンバー数十人を率いて大宰相府へと向かう。大宰相府へと向かう道中、統一派のスポークマンであったオメル・ナジが群衆を扇動し、大宰相府へと向かう群衆の数は次第に膨れ上がっていった。集団が大宰相府の門の前にまで到着すると、大宰相府を警護するはずの守衛は何の行動も起こさずにエンヴェルたちを見守った。その後群衆が落ち着くのを待ってオメル・ナジが再び祖国愛に訴えかける演説を行い、演説で興奮した群衆の声援を背に統一派は15時に大宰相府への突入を開始する。大宰相府側はこのデモ隊の到着を最初は危険視していなかったものの、投石などで窓が割られ始めると大宰相のキャーミル・パシャは戸締りを行うように側近に命じたという。
突入からわずかな時間のうちに、突入を阻止しようと出てきた大宰相府の警備員や軍人との間で銃撃戦が始まり、双方に死傷者が出たものの、統一派は勢いに乗じて大宰相府の奥深くへと侵入した。そしてこの襲撃の過程で陸軍大臣ナーズム・パシャが統一派のメンバーであるヤクブ・ジェミルによって射殺されたのである。ナーズムの最期に関してはいくつかの説があり、現在では大きく分けて二つの場面が伝わっている。一つ目は円卓に腰かけたナーズムが落ち着いて襲撃者たちに語りかけたところ、興奮したジェミルによって射殺されたというもので、二つ目は銃声を聞いて様子をうかがいに部屋から出てきたナーズムが、出合頭にジェミルによって殺害されたというものである。
その後、大宰相のキャーミルを発見したエンヴェルは拳銃をキャーミルへと向けて辞任を迫り、スルタンへの辞表の作成を要求した。エンヴェルから逃れられないことを悟ったキャーミルは辞表を作成したが、エンヴェルは辞表の中に「人民の要求で私は辞任する。」という文言を入れることを要求し、キャーミルに行わせた。

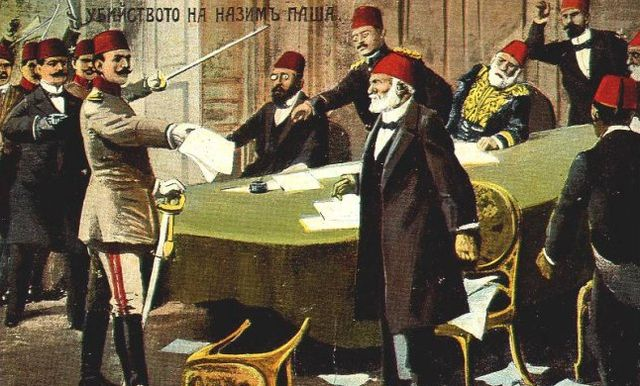
キャーミルに辞任を求めるエンヴェル

クーデターはわずか数十分のうちに終了し、大宰相府から出てきた統一派の襲撃者たちは建物を取り囲む群衆の「国家万歳！統一と進歩委員会万歳！」という歓声に迎えられた。

## 事件の結末と余波
キャーミルの辞表は同日中にスルタン・メフメト5世に受理され、承認された。キャーミルの辞任をメフメト5世がすぐに認めた背景には、オスマン・トルコ語のみを解すスルタンが、親英国派のキャーミルを嫌っていたためであるという説が存在する。後任の大宰相には陸軍の重鎮であるマフムト・シェヴケット・パシャが選出され、ただちにバルカン同盟への反攻作戦が立案された。
また、大宰相府の襲撃と並行して統一派の幹部であるアフメト・ジェマルらがイスタンブルの主要官庁を襲撃し、警察機構や憲兵隊などを掌握した。
その後、オスマン帝国はロンドン講和会議を破棄して第一次バルカン戦争を再開し、エンヴェルはシャルキョイで陸海軍を統合した一大反攻作戦を実施したが、結局戦局は好転せずに敗北し、5月30日に再びロンドン条約を締結して第一次バルカン戦争に敗戦する。クーデターを実施してまで再開した戦争に敗北したことで統一派は反対勢力から批判を集めたが、1913年に大宰相マフムト・シェヴケット・パシャが何者かに暗殺されると、統一派は暗殺の犯人を分権派と断定して彼らを弾圧し、反対派を一掃した。
更に、6月29日から始まった第二次バルカン戦争ではエンヴェルがブルガリアに割譲したエディルネの奪還に成功して「エディルネの征服者」と呼ばれるまでの名声を得たために、統一派の基盤は絶対的なものとなる。そしてマフムト・シェヴケット・パシャの暗殺後に選出されたサイード・ハリム・パシャはエジプトのムハンマド・アリー朝の出であると同時に、統一派の会員でもあったため、サイード・ハリム・パシャ内閣の成立によって統一派の独裁体制が完成した。
大宰相府襲撃事件はバルカン戦争の対応を巡って発生したクーデターであったが、一方で1908年の青年トルコ人革命以降のオスマン帝国第二次立憲政の政治闘争の一つの決着という側面も併せ持っていた。大宰相府襲撃事件によって武力で政府を掌握した統一派は、その後の一連の動きで独裁体制を完全に構築し、大宰相府襲撃事件は第一次世界大戦やその後のトルコの独立戦争に至るまでの長い歴史の端緒となったのである。

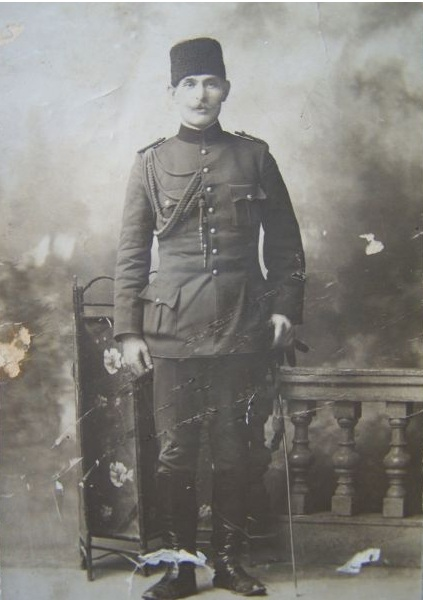
オメル・ナジ

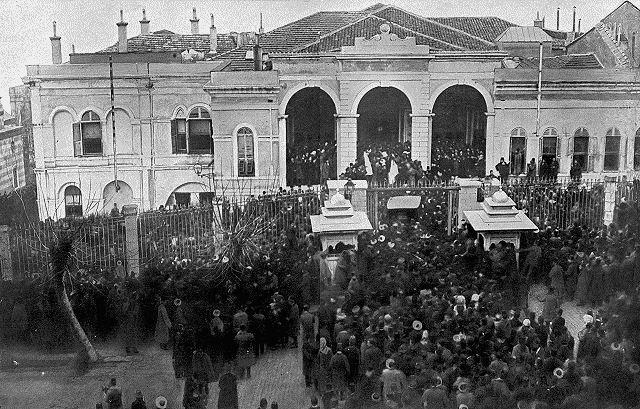
大宰相府を包囲する統一派のデモ隊